# Bono (Ribagorça)
Bono és un poble catalanoparlant de la comarca aragonesa de la Ribagorça. Pertany al municipi de Montanui i es troba a 1.060 msnm. Té 10 habitants. S'hi conserva una part de l'església de Sant Pere, d'origen romànic. Als anys 60 va patir una riuada que va destruir part del poble, incloent-hi una part de l'església. Hi passa la N-230. Fins al 1966, tenia municipi propi.
La riuada a la Noguera Ribagorçana del 2 d'agost de 1963 es va endur la part baixa del poble i una part de l'església romànica.